# El Reto del Hambre Cero
Campaña del Secretario General de las Naciones Unidas El Reto del Hambre Cero. Erradicar el hambre en el transcurso de nuestras vidas es posible. Las Naciones Unidas preparan y lanzan campañas de comunicación sobre temas fundamentales relacionados con la misión de la Organización. El HAMBRE CERO es el segundo de los 17 Objetivos de Desarrollo Sostenible (ODS) de las Naciones Unidas, con el apoyo de todas las organizaciones de la ONU. Todos los días, más de 800 millones de personas luchan por obtener cualquier tipo de alimento y se arriesgan a morir de hambre, la misión Hambre Cero tiene como objetivo reducir esa cifra abrumadora a CERO.
Al finalizar cada día, 821 millones de personas en el mundo terminan sin haber ingerido alimentos, y de éstas, una de cada tres sufre alguna forma de desnutrición.

Debido al rápido crecimiento económico y al aumento de la productividad agrícola en las últimas dos décadas, el número de personas desnutridas disminuyó casi a la mitad. Muchos países en desarrollo que sufrían hambrunas están ahora en condiciones de satisfacer las necesidades nutricionales de los más vulnerables. Regiones como Asia Central y Oriental y América Latina y el Caribe han avanzado enormemente en la erradicación del hambre.
Desgraciadamente, el hambre y la desnutrición siguen siendo grandes obstáculos para el desarrollo de muchos países. Se estima que 821 millones de personas sufrían de desnutrición crónica al 2017, a menudo como consecuencia directa de la degradación ambiental, la sequía y la pérdida de biodiversidad. Más de 90 millones de niños menores de cinco años tienen un peso peligrosamente bajo. La desnutrición y la inseguridad alimentaria parece estar incrementándose tanto en casi todas las de regiones de África, como en América del Sur.
Los Objetivos de Desarrollo Sostenible buscan terminar con todas las formas de hambre y desnutrición para 2030 y velar por el acceso de todas las personas, en especial los niños, a una alimentación suficiente y nutritiva durante todo el año. Esta tarea implica promover prácticas agrícolas sostenibles a través del apoyo a los pequeños agricultores y el acceso igualitario a la tierra, la tecnología y los mercados. Además, se requiere el fomento de la cooperación internacional para asegurar la inversión en la infraestructura y la tecnología necesaria para mejorar la productividad agrícola.|Programa de las Naciones Unidas para el Desarrollo

## Campaña del Secretario General de las Naciones Unidas El Reto del Hambre Cero
Las Naciones Unidas preparan y lanzan campañas de comunicación sobre temas fundamentales relacionados con la misión de la Organización.
Erradicar el hambre en el transcurso de nuestras vidas es posible.
Pero ello requiere de esfuerzos integrales encaminados a asegurar que cada hombre, mujer, niña y niño, pueda ejercer su Derecho a una Alimentación adecuada; esfuerzos orientados al empoderamiento de la mujer; a dar prioridad a la agricultura familiar. Requerirá que los sistemas alimentarios sean sostenibles y resilientes.El Reto del Hambre Cero significa:
- Cero retraso en el crecimiento en niños y niñas menores de dos años
- Que el 100% de las personas tengan acceso a una alimentación adecuada, durante todo el año
- Que todos los sistemas alimentarios sean sostenibles
- Aumentar un 100% la productividad y el ingreso de los pequeños productores
- Cero desperdicio de alimentos y pérdidas post-cosecha|Organización de las Naciones Unidas

Cifras.

cifras
821 millones
El número de personas con desnutrición alcanzó los 821 millones en 2017.
63%
En 2017, Asia representó el 63% de las personas que padecen hambre, casi dos tercios del total.
22%
Cerca de 151 millones de niños menores de cinco años, el 22%, todavía estaban mal desarrollados en 2017.
1 de cada 8
Más de 1 de cada 8 adultos es obeso.
1 de cada 3
1 de cada 3 mujeres en edad reproductiva padece anemia.
26%
El 26% de los trabajadores están empleados en agricultura.Programa de las Naciones Unidas para el Desarrollo
Metas 

Para 2030, poner fin al hambre y asegurar el acceso de todas las personas, en particular los pobres y las personas en situaciones vulnerables, incluidos los lactantes, a una alimentación sana, nutritiva y suficiente durante todo el año
Para 2030, poner fin a todas las formas de malnutrición, incluso logrando, a más tardar en 2025, las metas convenidas internacionalmente sobre el retraso del crecimiento y la emaciación de los niños menores de 5 años, y abordar las necesidades de nutrición de las adolescentes, las mujeres embarazadas y lactantes y las personas de edad
Para 2030, duplicar la productividad agrícola y los ingresos de los productores de alimentos en pequeña escala, en particular las mujeres, los pueblos indígenas, los agricultores familiares, los pastores y los pescadores, entre otras cosas mediante un acceso seguro y equitativo a las tierras, a otros recursos de producción e insumos, conocimientos, servicios financieros, mercados y oportunidades para la generación de valor añadido y empleos no agrícolas
Para 2030, asegurar la sostenibilidad de los sistemas de producción de alimentos y aplicar prácticas agrícolas resilientes que aumenten la productividad y la producción, contribuyan al mantenimiento de los ecosistemas, fortalezcan la capacidad de adaptación al cambio climático, los fenómenos meteorológicos extremos, las sequías, las inundaciones y otros desastres, y mejoren progresivamente la calidad del suelo y la tierra
Para 2020, mantener la diversidad genética de las semillas, las plantas cultivadas y los animales de granja y domesticados y sus especies silvestres conexas, entre otras cosas mediante una buena gestión y diversificación de los bancos de semillas y plantas a nivel nacional, regional e internacional, y promover el acceso a los beneficios que se deriven de la utilización de los recursos genéticos y los conocimientos tradicionales y su distribución justa y equitativa, como se ha convenido internacionalmente
Aumentar las inversiones, incluso mediante una mayor cooperación internacional, en la infraestructura rural, la investigación agrícola y los servicios de extensión, el desarrollo tecnológico y los bancos de genes de plantas y ganado a fin de mejorar la capacidad de producción agrícola en los países en desarrollo, en particular en los países menos adelantados
Corregir y prevenir las restricciones y distorsiones comerciales en los mercados agropecuarios mundiales, entre otras cosas mediante la eliminación paralela de todas las formas de subvenciones a las exportaciones agrícolas y todas las medidas de exportación con efectos equivalentes, de conformidad con el mandato de la Ronda de Doha para el Desarrollo
Adoptar medidas para asegurar el buen funcionamiento de los mercados de productos básicos alimentarios y sus derivados y facilitar el acceso oportuno a información sobre los mercados, en particular sobre las reservas de alimentos, a fin de ayudar a limitar la extrema volatilidad de los precios de los alimentos. Programa de las Naciones Unidas para el Desarrollo
Algunos de los retos/ desafíos que se nos presentan a todos en general para ayudar a combatir y contribuir al hambre cero son: Satisfacer las necesidades alimentarias de poblaciones más vulnerables.
Apoyar e incentivar los programas de protección social.
Mantener el comercio mundial de alimentos.
Mantener en acción las cadenas de suministro nacionales.
Apoyar a los pequeños productores para aumentar la producción de alimentos locales. 